# Rheinpfeil (vonat)
A Rheinpfeil nevet számos expresszvonat megnevezésére használták, amelyek Németországban az 1950-es évek és 1991 között közlekedtek. Ennek az időszaknak a nagy részében a Rheinpfeil nevet viselő vonat összekapcsolta Németországot legalább egy szomszédos országgal.
A Rheinpfeil egy német szó, amely "rajnai nyíl"-at jelent, és utal a Rajna-völgyre, amely mindig az e nevet viselő járat útvonalának részét képezte.
A Trans Europe Express (TEE) alatt a Rheinpfeil kocsiösszeállítása kilátókocsit is tartalmazott, ami ritka az európai vasutakon. A kupola kocsiban való helyek helyfoglalás nélküliek voltak. Mint Eurocity, a 8/9 számon, közvetlen kocsiként két DB 2. osztályú kocsit továbbított a Hannover-Köln-Basel-Bern-Lotschberg hegyi vasút-Brig-Porta Garibaldi-Firenze-Róma szakaszon az 1990/1991 nyári menetrend során, az EXP 324/5 Róma-Milánó-Brig-Bázel vonatból.

## Útvonal
A Rheinpfeil útvonalának magja a Nyugat-Rajna vasút volt, egy 185 km-es vonalszakasz a Rajna völgyén keresztül:
- Köln Hauptbahnhof - Bonn Hauptbahnhof - Koblenz Hauptbahnhof - Mainz Hauptbahnhof

A vonat délkelet felé haladt Frankfurt Hauptbahnhof és Würzburg Hauptbahnhof állomásokon keresztül Münchenig, amíg az útvonalát 1979-ben a Mannheim Hauptbahnhof és Karlsruhe Hauptbahnhof állomásokon keresztül Svájc felé meg nem változtatták. A vonat északi és déli végállomása azonban nagyon sokszor változott az évek során.

## Menetrend
| TEE 27 | Ország      | Állomás           | km  | TEE 26 |
| ------ | ----------- | ----------------- | --- | ------ |
| 09:26  | Németország | Dortmund          | 0   | 20:49  |
| 09:38  | Németország | Bochum            | 19  | 20:36  |
| 09:48  | Németország | Essen             | 34  | 20:25  |
| 10:03  | Németország | Duisburg          | 54  | 20:11  |
| 10:37  | Németország | Düsseldorf        | 77  | 19:37  |
| 11:03  | Németország | Köln              | 117 | 19:13  |
| 11:22  | Németország | Bonn              | 151 | 18:51  |
| 11:56  | Németország | Koblenz           | 210 | 18:19  |
| 12:46  | Németország | Mainz             | 302 | 17:28  |
| 13:17  | Németország | Frankfurt am Main | 340 | 17:02  |
| 14:33  | Németország | Würzburg          | 476 | 15:41  |
| 15:27  | Németország | Nürnberg          | 578 | 14:47  |
| 17:11  | Németország | München           | 777 | 13:07  |